# Правая Рассоха (приток Чурала)
Правая Рассоха — река в России, протекает в Красновишерском районе Пермского края. Устье реки находится в 4,8 км по правому берегу реки Чурал. Длина реки составляет 24 км. В 13 км от устья принимает слева реку Граничная.
Исток реки на главном хребте Северного Урала, по которому здесь проходит граница Европы и Азии, а также водораздел Волги и Оби. Правая Рассоха стекает с западного склона горы Хальсори (801 м НУМ), с восточного склона этой горы стекает река Хальсори, приток Тальтии. Исток Правой Рассохи находится в 700 м от границы со Свердловской областью. Течёт на юго-запад и запад, протекая по долине между горами Граничная (808 м НУМ) и Острая Сопка (785 м НУМ). Всё течение проходит в ненаселённой местности среди гор и холмов, покрытых тайгой. Течение имеет горный характер. Приток — Граничная. Впадает в Чурал в 20 км к юго-востоку от посёлка Велс.

## Данные водного реестра
По данным государственного водного реестра России относится к Камскому бассейновому округу, водохозяйственный участок реки — Кама от водомерного поста у села Бондюг до города Березники, речной подбассейн реки — бассейны притоков Камы до впадения Белой. Речной бассейн реки — Кама.
По данным геоинформационной системы водохозяйственного районирования территории РФ, подготовленной Федеральным агентством водных ресурсов:
- Код водного объекта в государственном водном реестре — 10010100212111100004341
- Код по гидрологической изученности (ГИ) — 111100434
- Код бассейна — 10.01.01.002
- Номер тома по ГИ — 11
- Выпуск по ГИ — 1